# Дамска чанта
Дамска чанта е вид чанта, моден атрибут, носена обикновено от жени, която съдържа ключове, портмоне, четка за коса, грим и някои други малки предмети.
Размерите на дамските чанти варират от 10 на 10 сантиметра до около 50 на 50 сантиметра. Могат да имат една, две дръжки, които от своя страна може да са къси или дълги или да нямат никакви дръжки. Цената им варира от 10 долара до хиляди долари за чанти, изработени от видни дизайнери.
Материалите от които се изработват са основно текстил и изкуствена или естествена кожа.

## История
Торбите, кесиите и чантите са се използвали откакто хората са имали нужда от нещо, което да носи важните им предмети. На древни египетски йероглифи има изобразени мъже, носещи кесии на кръста. В Библията се споменава, че Юда Искариотски е носил кесия. Селяните в първите общества са използвали малки чанти за пренос на семената.

### Поява на дамската чанта
Развитието на изкуството и индустрията през Викторианската Епоха, създава голям избор от материи и стилове, които жените да комбинират с цялостния си тоалет. Въпреки че джобовете се завръщат през 40-те години на XIX век, жените са продължавали да носят чантите си и да отделят време, за да ги украсяват. Това се е правило с цел да впечатлят бъдещите си съпрузи, като често са отбелязвали датата и инициалите си на чантата.
С появяването на жп транспорта, при дамските чанти се случва революция. През 1843 г. във Великобритания е имало почти 2000 мили железопътни линии. При увеличаващия се брой пътуващи с влак жени се е появила нуждата от средства за ръчно носене на багаж. Занаятчиите са насочили усилията си от конния към железопътния транспорт и съвсем скоро се появява терминът „дамска чанта“, който описва новосъздадените ръчни чанти за багаж. Много от водещите производители на дамски чанти днес започват точно като производители на сакове и чанти за багаж. Компанията Hermès е открита през 1837 г. от Тиери Хермес, производител на седла и хамути, докато Луи Вюитон е правил сакове за богатите парижани.

### Еволюция на дамската чанта
През 30-те години на XX век в модата навлизат познатите ни клъчове, сачел и раменни чанти. Те са черпили вдъхновение от стила Ар деко, който е наблягал на абстракцията и новите производствени материали, като пластмаса и ципове.
Втората световна война води до възхода на раменните дамски чанти. През 30-те години на XX век модата добива по-военен вид. Чантите стават по-големи, квадратни и практични. Недостигът на ципове, кожа и огледала принуждава дизайнерите да използват дърво и пластмаса за основа в комбинация с нови синтетични материали, като изкуствената коприна. Във Великобритания жените са носили дамските си чанти както като допълнение към тоалета си, така и да носят противогази в тях. Във Франция и САЩ с навлизането на жените в производството, най-добрият избор е бил раменната дамска чанта. След войната този тип чанти са се използвали главно за пътуване.
Разцветът на икономиката след войната изстрелва дамските чанти към икономичен статус. Украсяването на тоалета с дамска чанта става нещо нормално, независимо от социалния статус на притежателката. Популярност добиват дизайнерските къщи, като Chanel, Louis Vuitton и Hermès. Малките чанти се превръщат в символ на женствеността – в пълен противовес с напълно функционалните раменни чанти от предния век.

## Чанти от естествена кожа
Чантите от естествена кожа в най-основната си форма е обработена кожа от различни видове животни. При обработването кожата се почиства добре, за да се премахнат космите и неравностите, след което се използва химически процес (щавене) за разтягане и загряване на кожата. Крайният продукт може да бъде или мека кожа (използвана най-вече за мода), твърда (използва се най-често при чантите за пътуване), или велур. Кожените чанти са доста здрави и издръжливи.